# Stadthalle Cottbus

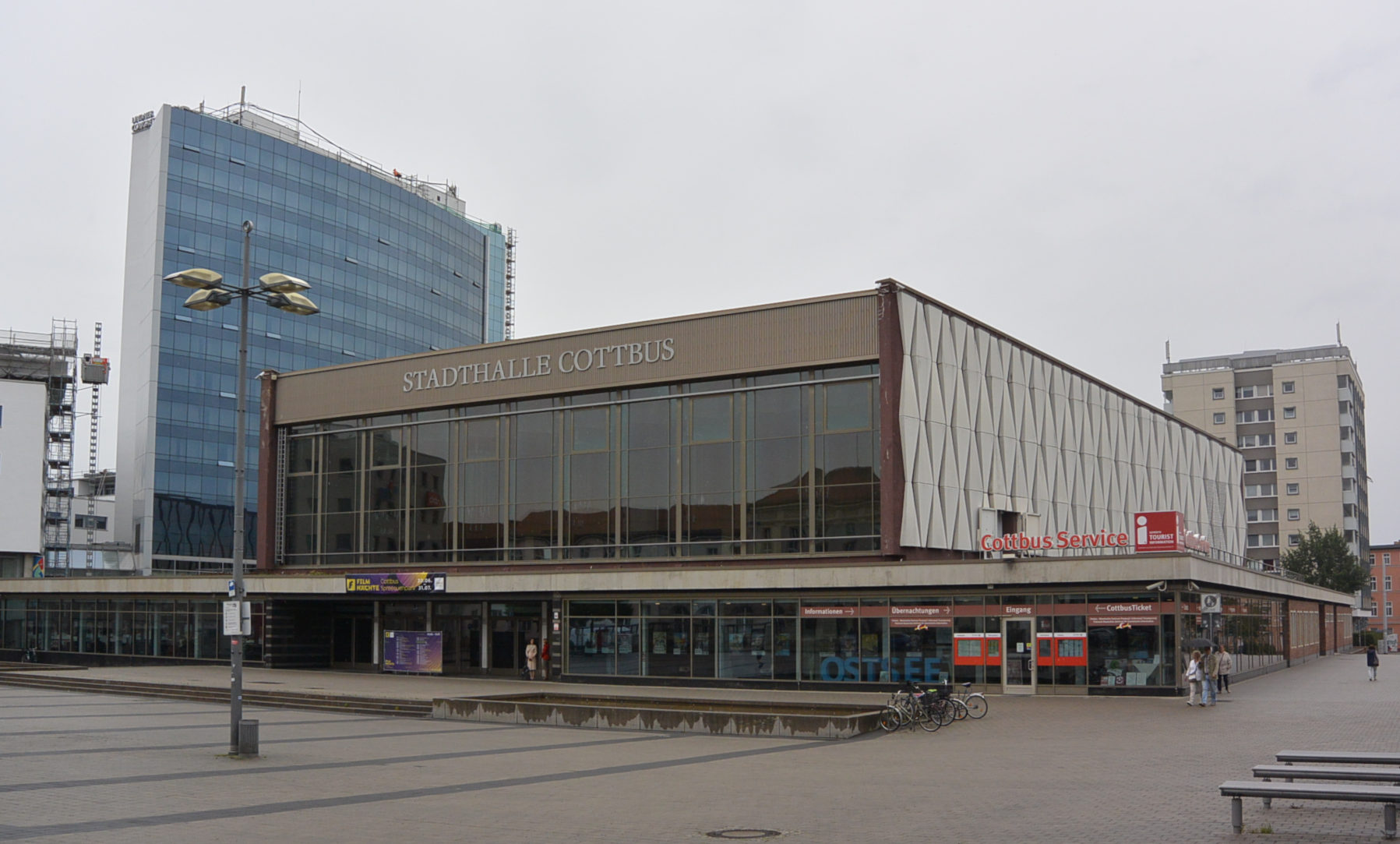
Stadthalle Cottbus (2022)

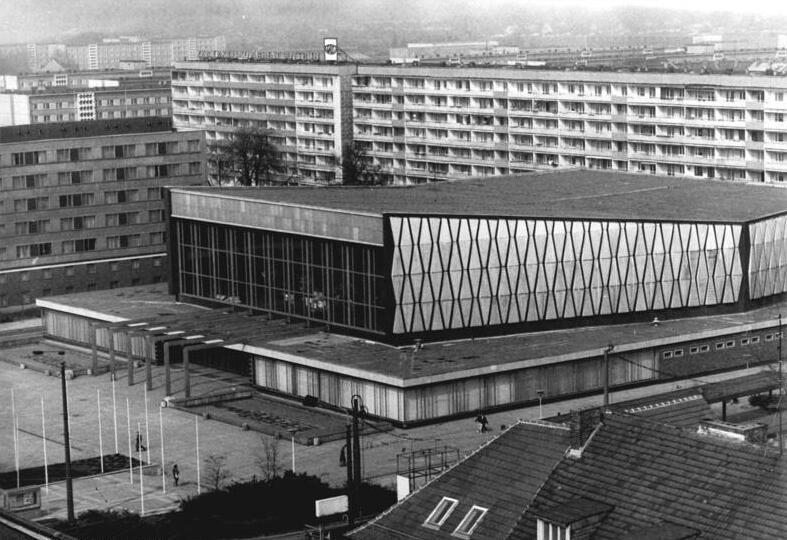
Stadthalle Cottbus 1987, links das Hotel Lausitz

Die Stadthalle Cottbus ist eine große Veranstaltungshalle in der Stadt Cottbus und war bis zur Eröffnung der Metropolis-Halle im Jahr 2008 das größte Bauwerk dieser Art im Bundesland Brandenburg. Die Stadthalle ist Teil der Stadtpromenade und steht als Teil dieser unter Denkmalschutz.

## Geschichte
Die zu DDR-Zeiten errichtete Halle wurde am 3. Oktober 1975 eingeweiht. Im Jahre 1968 hatte der Rat des Bezirkes Cottbus einen Ideenwettbewerb für den Bau einer Stadthalle ausgeschrieben. Den ersten Platz der Ausschreibung hatte der Architekt Eberhard Kühn gewonnen. Da zu DDR-Zeiten derartige Häuser teilweise nur unter abenteuerlichen Bedingungen gebaut werden konnten, unter anderem wegen chronischer Materialknappheit, sahen die Cottbuser lange Zeit nur ein Riesenloch in der Innenstadt, welches sie „Tagebau-Mitte“ tauften. Die Stadthalle entstand im Rahmen einer umfassenden Neugestaltung der Kernstadt im Stile der sozialistischen Stadt, der auch das ehemalige Konsument-Warenhaus und das heute nicht mehr bestehende „Hotel Lausitz“ zuzurechnen sind.
Zu DDR-Zeiten, wurden bis zu 75 % Veranstaltungen aus Eigenproduktionen gezeigt. Die erste Veranstaltung war am 27. Dezember 1975. Konzipiert war die Stadthalle hauptsächlich für Kongresse und Sportveranstaltungen. Bis 1989 bestand die Belegschaft aus dem Gründungsdirektor Dieter Nehmzow und einer achtzigköpfigen Belegschaft.
Nachdem bereits Ende der 1980er Jahre eine weitgehende Überarbeitung von Bühnenelektrik und -elektronik durchgeführt worden war, erfolgte 2000/2001 eine umfassende Modernisierung und Sanierung der Halle. Heutiger Betreiber ist die „Congress, Messe und Touristik GmbH“ (CMT Cottbus). Die architektonischen Besonderheiten der Stadthalle, wie Krebstore, Akustikdecke und Deckenleuchter im oberen Foyer, Fassadenelemente und der farbige Fries an der Rückseite der Halle, wurden im Zuge der umfangreichen Sanierung erhalten. Mit dieser Modernisierung wurde die gesamte technische Ausrüstung erneuert, dabei wurde die Sitzplatzkapazität im großen Saal auf maximal 2066 Gäste erweitert, davon befinden sich 1454 Plätze im ansteigenden festen Gestühl. Die maximal ebenerdig bespielbare Fläche beträgt 880 m² inkl. einer Hubpodestbühne aus 30 Einzelpodien (je 4 m × 2 m) von maximal 240 m². Das Foyer erstreckt sich über zwei Etagen auf einer Gesamtfläche von über 1.500 m². Für Künstler und Akteure stehen 18 Garderoben mit einer Gesamtfläche von 400 m² zur Verfügung.

## Veranstaltungen
Eigenproduktionen, Auswahl:
- Ins Horn gestoßen, erste Veranstaltung 1975
- Lausitzer Marktgeschichten
- Galaabend des Balletts
- Porträt per Mikrofon, mit Heinz Florian Oertel
- Musikauktion

Veranstaltungen, Auswahl:
- Turnier der Meister 1979–1995, 1997–2002, 2006
- Musikantenstadl, das einzige Mal in der DDR, 1989
- Heut’ steppt der Adler, seit 1997[1]
- Heut’ steppt der Spatz, seit 2014